# Jintsū (tàu tuần dương Nhật)
Jintsū (tiếng Nhật: 神通) là một tàu tuần dương hạng nhẹ của Hải quân Đế quốc Nhật Bản thuộc lớp Sendai. Tên của nó được đặt theo sông Jinzu tại tỉnh Gifu và Toyama ở miền Trung Nhật Bản. Jintsū từng được sử dụng rộng rãi trong Chiến tranh Thế giới thứ hai trước khi bị tàu tuần dương Đồng Minh đánh chìm ngày 13 tháng 7 năm 1943 trong Trận Kolombangara thuộc quần đảo Solomon ở tọa độ 07°38′N 157°06′Đ / 7,633°N 157,1°Đ.

## Thiết kế và chế tạo
Jintsū là chiếc thứ hai được hoàn tất trong lớp tàu tuần dương hạng nhẹ Sendai, và giống như những chiếc cùng lớp, nó được dự định sử dụng như là soái hạm của hải đội tàu khu trục.
Jintsū được đặt lườn vào ngày 4 tháng 8 năm 1922. Nó được hạ thủy vào ngày 8 tháng 12 năm 1923 và hoàn tất tại xưởng tàu của Mitsubishi tại Nagasaki vào ngày 31 tháng 7 năm 1925.

## Lịch sử hoạt động

### Các hoạt động ban đầu
Trong một cuộc tập trận huấn luyện ban đêm vào ngày 24 tháng 8 năm 1927, Jintsū đâm phải và làm chìm tàu khu trục Warabi, và nó phải được đưa về Maizuru, Kyoto để sửa chữa. Năm 1928, Jintsū được phân công bảo vệ cho cuộc đổ bộ lực lượng Nhật Bản lên tỉnh Sơn Đông trong sự kiện Tế Nam, rồi sau đó đặt căn cứ ngoài khơi Thanh Đảo. Từ năm 1929 đến năm 1941, Jintsū được phân công tuần tra dọc theo bờ biển Trung Quốc và hỗ trợ các cuộc đổ bộ lực lượng Nhật Bản tại Trung Quốc từ năm 1937 sau khi chiến tranh Trung-Nhật nổ ra.

### Giai đoạn mở đầu Chiến tranh Thái Bình Dương
Ngày 26 tháng 11 năm 1941, Jintsū trở thành soái hạm của Hải đội Khu trục 2 thuộc quyền Chuẩn Đô đốc Raizo Tanaka trực thuộc Lực lượng Chiếm đóng Philippine thuộc Lực lượng Viễn chinh Phương Nam của Hạm đội 3. Vào lúc xảy ra cuộc tấn công Trân Châu Cảng, Jintsū tham gia vào cuộc chiếm đóng miền Nam Philippines, hộ tốngcác tàu vận tải đang vận chuyển Sư đoàn 16 Lục quân cùng Lực lượng Đổ bộ Đặc biệt Hải quân Kure Số 1 từ căn cứ tiền phương ở Palau đến Davao, Legaspi và Jolo. Sau khi Philippines nằm trong tay lực lượng Nhật Bản vào cuối tháng 12, Jintsū được phân về Lực lượng Chiếm đóng Đông Ấn thuộc Hà Lan của Chuẩn Đô đốc Kubo cùng với các hải đội khu trục 15 và 16.

### Trận chiến biển Java
Ngày 9 tháng 1 năm 1942, Jintsū rời Davao tham gia cuộc chiếm đóng Celebes, hộ tống các tàu vận tải đang vận chuyển Lực lượng Đổ bộ Đặc biệt Hải quân Sasebo Số 1. Vào ngày 17 tháng 1, thủy phi cơ trinh sát Kawanishi E7K2 "Alf" phóng lên từ Jintsū đã bắn rơi được một máy bay ném bom hạng nhẹ Lockheed Hudson của Không quân Hoàng gia Hà Lan gần Menado, nhưng bản thân nó cũng bị bắn rơi trước khi có thể quay lại con tàu. Vào đầu tháng 2, Jintsū được phân về lực lượng chiếm đóng Ambon, tiếp nối bằng việc chiếm đóng Timor và Đông Java.
Sau đó Jintsū hiện diện trong Trận chiến biển Java vào ngày 27 tháng 2 năm 1942. Lực lượng tàu khu trục của nó bao gồm những chiếc Ushio, Sazanami, Yamakaze và Kawakaze thuộc Hải đội Khu trục 7 cùng Yukikaze, Tokitsukaze, Amatsukaze và Hatsukaze thuộc Hải đội Khu trục 16. Chúng tháp tùng các tàu tuần dương Nachi, Haguro và Naka.
Lúc 15 giờ 47 phút, Jintsū cùng các tàu khu trục của hải đội hợp cùng tàu khu trục Inazuma giáp chiến cùng lực lượng của Chuẩn Đô đốc Hà Lan Karel W. F. M. Doorman bao gồm các tàu tuần dương HMS Exeter và USS Houston, các tàu tuần dương nhẹ HNLMS De Ruyter HMAS Perth và HNMS Java, các tàu khu trục HMS Electra, HMS Encounter, HMS Jupiter, HNLMS Kortenaer và HNMS Witte de With cùng các tàu khu trục cũ USS Alden, USS John D. Edwards, USS John D. Ford và USS Paul Jones.
Thủy phi cơ được phóng lên từ những chiếc Jintsū, Naka và Nachi đã đánh dấu được vị trí những con tàu của Đô đốc Doorman và đã giúp định mục tiêu cho hải pháo Nhật. Lúc 17 giờ 27 phút, Jintsū phóng tám ngư lôi Kiểu 93 Long Lance vào lực lượng của Doorman; được tiếp nối bởi ngư lôi từ các tàu khu trục của Hải đội Khu trục 2. Tổng cộng có 72 quả ngư lôi đã được phóng ra, nhưng đáng ngạc nhiên là không có quả nào trúng đích. Hạm đội Đồng Minh sau đó bị tiêu diệt bởi các đơn vị mặt biển, và Jintsū được ghi công đã trợ giúp vào việc đánh chìm chiếc Electra.
Jintsū quay trở về Nhật Bản vào tháng 3 để được sửa chữa và tái trang bị. Đang khi nó ở lại Kure, Hiroshima, Jintsū là một trong số nhiều tàu chiến Nhật đã tham gia truy đuổi bất thành lực lượng đặc nhiệm tàu sân bay Mỹ sau khi xảy ra cuộc không kích Doolittle.

### Trận Midway
Vào tháng 5, Jintsū được gửi đến Saipan nơi nó tham gia Lực lượng tấn công Midway, đảm trách hộ tống các tàu vận chuyển và tàu chở dầu. Trong trận Midway ngày 3 tháng 6 năm 1942, đoàn tàu vận tải bị chín máy bay ném bom hạng nặng Boeing B-17 Flying Fortress ném bom; rồi sau đó lại bị tấn công bởi các thủy phi cơ tuần tra Consolidated PBY Catalina mang theo ngư lôi. Một tàu dầu bị đánh trúng trong các cuộc tấn công này, nhưng Jintsū an toàn quay trở về Truk, và sau đó là về Nhật Bản.

### Chiến dịch Quần đảo Solomon
Vào tháng 7 năm 1942, trong một đợt cải tổ sâu rộng Hải quân Đế quốc Nhật Bản, Jintsū được phân về Hạm đội 8 vừa mới được thành lập dưới quyền chỉ huy chung của Phó Đô đốc Gunichi Mikawa. Sau khi lực lượng Đồng Minh chiếm đóng Guadalcanal vào tháng 8, Jintsū được gửi đến quần đảo Solomon.
Ngày 16 tháng 8 năm 1942, Jintsū rời Truk dẫn đầu một đoàn tàu vận tải tăng cường lực lượng quan trọng cho Guadalcanal. Ngày 20 tháng 8, binh lính được đổ bộ, nhưng lực lượng Nhật Bản được trang bị nhẹ đã không thể tấn công sân bay Henderson tại Guadalcanal. Chuẩn Đô đốc Tanaka nhận được một bức điện từ Sở chỉ huy Không Hạm đội 11 của Phó Đô đốc Nishizo Tsukahara ra lệnh cho đoàn tàu vận tải của ông quay mũi lên phía Bắc để tránh đối đầu với lực lượng đặc nhiệm Mỹ. Không lâu sau đó, ông lại nhận được một bức điện khác từ Phó Đô đốc Mikawa, tư lệnh Hạm đội 8, chỉ thị cho ông hướng về phía 250 độ (Tây Tây Nam). Tanaka, trong hoàn cảnh đối mặt với những chỉ thị mâu thuẫn của vị chỉ huy cấp cao tại mặt trận và của cấp trên trực tiếp, còn bị nản chí do liên lạc vô tuyến quá kém không thể liên lạc với cả hai bộ chỉ huy. Ông buộc phải thỏa hiệp và thay đổi hướng đi về phía 320 độ (Tây Tây Bắc), 350 km (190 dặm) về phía Nam Guadalcanal.
Trong cùng lúc đó, 20 máy bay Mỹ đã được tàu sân bay hộ tống USS Long Island chuyển đến tăng viện cho Không lực Cactus nhằm hỗ trợ cho việc phòng thủ của Mỹ tại Guadalcanal. Để đối phó, Đô đốc Isoroku Yamamoto ra lệnh cho Hạm đội 3 của Phó Đô đốc Chuichi Nagumo, bao gồm các tàu sân bay Shokaku, Zuikaku và Ryuko, các thiết giáp hạm Hiei và Kirishima, các tàu tuần dương Kumano, Suzuya, Chikuma, Tone và Nagara cùng ba tàu khu trục đến tăng cường cho lực lượng của Đô đốc Tanaka, lúc này đang trên chiếc Jintsū.
Ngày 23 tháng 8, ở vị trí 370 km (150 hải lý) về phía Bắc Guadalcanal, đoàn tàu vận tải của Chuẩn Đô đốc Tanaka bị một thủy phi cơ Catalina PBY phát hiện. Lúc 08 giờ 30 phút, Tanaka nhận được một bức điện từ Phó Đô đốc Mikawa tư lệnh Hạm đội 8 chỉ thị cho ông hướng lên phía Bắc để tránh đối đầu với một lực lượng đặc nhiệm Mỹ. Đến 14 giờ 30, Tanaka lại nhận được một mệnh lệnh khác từ Sở chỉ huy Không Hạm đội 11 của Phó Đô đốc Tsukahara ra lệnh cho ông đổ bộ lực lượng lên Guadalcanal vào ngày hôm sau. Đối diện một lần nữa với những mệnh lệnh trái ngược nhau, Tanaka trả lời rằng ông không thể chấp hành vì một số con tàu trong đoàn tàu của ông di chuyển quá chậm.
Trận Đông Solomons diễn ra trong hai ngày tiếp theo sau, 24 tháng 8 năm 1942, khi Jintsū gặp gỡ cùng Ryujo, và chiếc tàu sân bay đã tung ra hai đợt không kích nhắm vào sân bay Henderson. Tuy nhiên, bản thân Ryujo bị máy bay từ tàu sân bay USS Saratoga đánh trúng bốn quả bom và một quả ngư lôi làm ngập nước phòng động cơ bên mạn phải, khiến nó chìm đêm hôm đó.
Ngày 25 tháng 8, ở vị trí 280 km (150 hải lý) về phía Bắc Guadalcanal, sáu máy bay ném bom bổ nhào Douglas SBD Dauntless của Thủy quân Lục chiến đã tấn công đoàn tàu vận tải của Jintsū, đánh chìm một tàu vận tải và làm hư hại một chiếc khác. Một quả bom 225 kg (500 lb) đánh trúng Jintsū, làm bùng phát các đám cháy và làm ngập nước hầm đạn phía trước. Đô đốc Tanaka bị thương và 24 người bị thiệt mạng; ông buộc phải chuyển cờ hiệu của mình sang chiếc Kagero trong khi Jintsū được cho rút lui về Shortland, và từ đây quay về Truk, nơi nó được sửa chữa khẩn cấp trong tháng tiếp theo. Đến tháng 10, Jintsū nó được cho quay về Nhật Bản, nơi nó được trang bị hai khẩu đội pháo phòng không 25 mm Kiểu 96 ba nòng.

### Trận Kolombangara

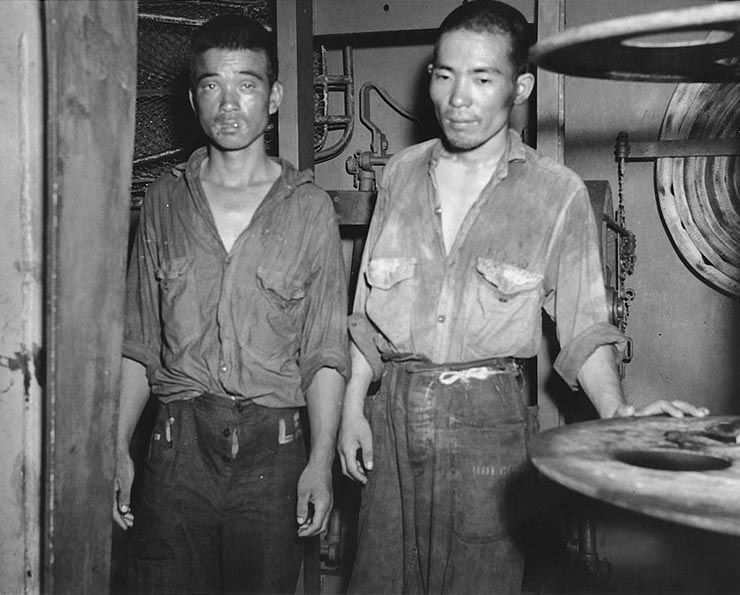
Tù binh chiến tranh của Jintsū trên chiếc USS Nicholas

Sau khi việc sửa chữa và cải biến hoàn tất vào ngày 9 tháng 1 năm 1943, Jintsū trở thành soái hạm của Hải đội Khu trục 2 và rời Kure hướng đến Truk. Tại đây Jintsū lập tức được giao nhiệm vụ bảo vệ cho việc triệt thoái lực lượng Nhật Bản còn lại tại Guadalcanal, một nhiệm vụ được nó hoàn thành. Cho đến tháng 7, Jintsū thực hiện nhiều chuyến đi hộ tống và vận chuyển lực lượng giữa Truk, Roi và Kwajalein.
Ngày 13 tháng 7 năm 1943, Jintsū tham gia trận Kolombangara. Lúc 03 giờ 30 phút, Jintsū khởi hành từ Rabaul như là soái hạm của Chuẩn Đô đốc Isaki, cùng với các tàu khu trục Yukikaze, Hamakaze, Yugure, Mikazuki, Kiyonami và các tàu khu trục vận tải Satsuki, Minazuki, Yūnagi và Matsukaze với 1.200 quân nhằm tăng cường các vị trí Nhật trên đảo Kolombangara thuộc quần đảo Solomon. Không lâu sau khi vào vị trí, radar của Jintsū phát hiện sự hiện diện của một hạm đội Đồng Minh trước khi trông thấy chúng bằng mắt. Hạm đội Đồng Minh bao gồm các tàu tuần dương USS Honolulu, USS St Louis, HMNZS Leander cùng các tàu khu trục Ralph Talbot, Maury, Gwin, Woodworth, Buchanan, Radford, Jenkins, Nicholas, O'Bannon và Taylor.
Đô đốc Isaki ra lệnh tấn công bằng ngư lôi ban đêm, và con tàu của ông đã phóng 31 quả ngư lôi Kiểu 93 "Long Lance", khi Jintsū chiếu sáng hạm đội Đồng Minh bằng các đèn pha của nó. Việc chiếu sáng tỏ ra vô cùng tai hại, khi Jintsū bị bắn trúng ít nhất mười quả đạn pháo 152 mm (6 inch) từ các tàu tuần dương Đồng Minh, làm nó bốc cháy. Loạt đạn pháo đã giết chết cả Chuẩn Đô đốc Isaki lẫn Thuyền trưởng Đại tá Sato; rồi không lâu sau đó một quả ngư lôi đánh trúng mạn phải Jintsū ở phòng động cơ phía sau. Khi Đại tá Zenjiro Shimai trên chiếc Yukikaze tiếp nhận quyền chỉ huy hạm đội và phản công, đánh chìm được Gwin và làm hư hại Leander và St Louis, Jintsū bị vỡ làm đôi và chìm tại tọa độ 07°38′N 157°06′Đ / 7,633°N 157,1°Đ. Sau đó, tàu ngầm I-180 cứu được 21 thủy thủ và một số ít khác được người Mỹ vớt lên, nhưng đã có 482 người thiệt mạng.
Jintsū được rút khỏi danh sách Đăng bạ Hải quân vào ngày 10 tháng 9 năm 1943.

## Danh sách thuyền trưởng
- Yoshichika Fukushima (sĩ quan trang bị trưởng): 8 tháng 12 năm 1923 - 21 tháng 7 năm 1925
- Yoshichika Fukushima: 21 tháng 7 năm 1925 - 1 tháng 12 năm 1925
- Toyonaka Yamauchi: 1 tháng 12 năm 1925 - 1 tháng 11 năm 1926
- Keiji Mizuki: 1 tháng 11 năm 1926 - 1 tháng 12 năm 1926
- Jugoro Arichi: 1 tháng 12 năm 1926 - 15 tháng 11 năm 1927
- Toraroku Akiyama: 15 tháng 11 năm 1927 - 10 tháng 12 năm 1928
- Shinichiro Machida: 10 tháng 12 năm 1928 - 30 tháng 11 năm 1929
- Hikozi Tooyama: 30 tháng 11 năm 1929 - 1 tháng 12 năm 1930
- Haruma Izawa: 1 tháng 12 năm 1930 - 1 tháng 12 năm 1931
- Yasutaro Iwashita: 1 tháng 12 năm 1931 - 15 tháng 11 năm 1932
- Masakichi Okuma: 15 tháng 11 năm 1932 - 15 tháng 11 năm 1933
- Kozo Suzuki: 15 tháng 11 năm 1933 - 15 tháng 11 năm 1934
- Kenzaburo Hara: 15 tháng 11 năm 1934 - 11 tháng 11 năm 1935
- Koso Abe: 11 tháng 11 năm 1935 - 1 tháng 12 năm 1936
- Hiroaki Abe: 1 tháng 12 năm 1936 - 1 tháng 12 năm 1937
- Raizo Tanaka: 1 tháng 12 năm 1937 - 15 tháng 12 năm 1938
- Sukeyuki Nanba: 15 tháng 12 năm 1938 - 15 tháng 11 năm 1939
- Shunji Izaki: 15 tháng 11 năm 1939 - 5 tháng 12 năm 1939
- Masatomi Kimura: 5 tháng 12 năm 1939 - 15 tháng 10 năm 1940
- Torazo Kozai: 15 tháng 10 năm 1940 - 26 tháng 12 năm 1942
- Toshio Fujita: 26 tháng 12 năm 1942 - 12 tháng 3 năm 1943
- Torajiro Sato: 12 tháng 3 năm 1943 - 13 tháng 7 năm 1943 (tử trận, được truy thăng Chuẩn Đô đốc)